# Parafia Narodzenia Najświętszej Maryi Panny w Szczecinku
Parafia pw. Narodzenia Najświętszej Maryi Panny w Szczecinku – parafia należąca do dekanatu Szczecinek, diecezji koszalińsko-kołobrzeskiej, metropolii szczecińsko-kamieńskiej. Została utworzona w 1973. Obsługiwana przez księży diecezjalnych. Siedziba parafii mieści się przy ulicy 3 Maja.

## Miejsca święte

### Kościół parafialny
Kościół pw. Narodzenia Najświętszej Marii Panny w Szczecinku
Kościół parafialny wybudowany w roku 1908.

### Kościoły filialne i kaplice
- Kaplica pw. Matki Bożej Jazłowieckiej w domu Sióstr Niepokalanek w Szczecinku<br>
- Kaplica pw. Matki Bożej Nieustającej Pomocy w szpitalu w Szczecinku<br>
- Kaplica pw. św. Dobrego Łotra w Zakładzie Karnym w Szczecinku